# Zoanthus
Zoanthus Lamarck, 1801 è un genere di esacoralli zoantari della famiglia Zoanthidae.

## Biologia
Alcune specie producono la palitossina, una delle biotossine marine più tossiche finora note: se ingerita è in grado di provocare nell'uomo una potente vasocostrizione, con conseguente ischemia miocardica e talora arresto cardiaco. Sono stati segnalati casi di reazioni più lievi anche per semplice contatto con zoantari allevati in acquario.

## Tassonomia
Il genere comprende le seguenti specie:
- Zoanthus alderi Gosse, 1860
- Zoanthus barnardi Carlgren, 1938
- Zoanthus bertholetti
- Zoanthus chierchii Heider, 1895
- Zoanthus coppingeri Haddon & Shackleton, 1891
- Zoanthus durbanensi Carlgren, 1938
- Zoanthus gigantus Reimer & Tsukahara in Reimer, Ono, Iwama, Takishita, Tsukahara & Maruyama, 2006
- Zoanthus kealakekuaensi Walsh & Bowers, 1971
- Zoanthus kuroshio Reimer & Ono in Reimer, Ono, Iwama, Takishita, Tsukahara & Maruyama, 2006
- Zoanthus natalensi Carlgren, 1938
- Zoanthus pigmentatus Wilsmore, 1909
- Zoanthus praelongus Carlgren, 1954
- Zoanthus pulchellus (Duchassaing & Michelotti, 1860)
- Zoanthus robustus Carlgren, 1950
- Zoanthus sansibaricus Carlgren, 1900
- Zoanthus sinensi Zunan, 1998
- Zoanthus sociatus (Ellis, 1768)
- Zoanthus solanderi Le Sueur, 1818
- Zoanthus stuhlmanni Carlgren
- Zoanthus vietnamensi Pax & Müller, 1957
- Zoanthus xishaensi Zunan, 1998